# GlobalLogic
GlobalLogic（グローバルロジック、英: GlobalLogic Inc.）は、アメリカ合衆国カリフォルニア州サンタクララに本社を置く日立グループのデジタルエンジニアリング会社。ソフトウェア製品の設計および開発サービスを提供している。

## 沿革

### 2000年-2007年
GlobalLogic は、2000年にソフトウェアおよび製品開発のアウトソーシングを提供するインダスロジック（Induslogic）として設立された。インドのノイダにサービスデリバリーセンターを置いていた。Rajul Garg と Tarun Upadhyay は、1998年にPine Labs を共同して設立している。2001年に Peter Harrison が CEO に就任し、2004年に Vasudev Bhandarkar が取締役に就任した。
CEO である Peter Harrison の指揮の下、2001年に Pine Labs をインキュベートし、2006年にこの子会社を分割してセコイア・キャピタル に売却した。2006年、Bonus Technology と合併し、新たにグローバル製品開発サービス企業である GlobalLogic を設立した。
同年、セコイア・キャピタル と New Enterprise Associates からシリーズBベンチャーラウンドで1250万ドルの資金調達を受け、オフショアソフトウェア研究開発サービス企業である Lambent Technologies（インド・ナーグプル）を買収した。

### 2008年-2013年
2008年、GlobalLogicはロンドンにオフィスを開設し、マイク・ダニエルズを取締役会会長に、シャシャンク・サマントを社長に任命した。同年、Validio Software（米国）とその開発センター（ウクライナ）を買収した。また、2008年には、セコイアキャピタル、ニューアトランティック・ベンチャーズ、ニューエンタープライズ・アソシエイツからシリーズCベンチャーラウンドで2,950万ドルの資金調達を受けた。
2009年、GlobalLogicは、エンタープライズデータ管理に特化した製品開発・サービス会社である LumenData と提携し、ベンガルールにデリバリーセンターを開設した。また、2つのソフトウェア研究開発企業（InterObject と Cubika）も買収した。InterObject（イスラエル・ラマト・ガン）は、組み込みソフトウェア、モバイル、ストリーミングメディア製品などを扱っている。Cubika（アルゼンチン・ブエノスアイレス）はメディア、エンターテインメント、テレコム、金融市場向けのソフトウェア製品を製造している。
2010年、ゴールドマンサックスから資金提供を受けた。
2011年、チリのサンティアゴにオフィスを開設し、南米での事業を拡大した。その後、コンテンツエンジニアリングに特化した Rofous Software（インド・ハイデラバード）を買収した。同年、 サンフランシスコ、ニューヨーク、ロンドンにオフィスを持つブランドエクスペリエンスエージェンシーの Method Incorporated を買収した。
2012年、CEO の Peter Harrison が副会長に、社長の Shashank Samant が CEO に就任した。
2013年、世界的なプライベート・エクイティファームであるApax Partners （以下、Apax）が GlobalLogic を買収した。Rohan Haldea、Walden Rhines、Peter Bonfield が同社の取締役に就任し、Salim Nathoo が会長に任命された。

### 2014年-2020年
2014年、GlobalLogic は Zaheer Allam を最高デリバリー責任者として採用し、インドのナーグプルとスロバキアのコシツェに新しいデリバリーセンターを開設した。
2015年には、同社はポーランドのクラクフにデリバリーセンターを開設した。
2016年、ピーター・ボンフィールドが取締役会長に就任した。同年、GlobalLogic は、組み込み技術に特化したソフトウェア開発プロバイダーである RECGlobal（ポーランド）を買収した。
2017年、カナダ年金制度投資委員会（CPPIB）は、Apax からGlobalLogic の 48％ を取得した。
2018年、Apax は残りの 48％ の株式をプライベート・エクイティ・ファームである パートナーズ・グループに売却した。
2019年、GlobalLogic は、デジタル戦略・デザイン会社である Skookum（米国）を買収した。
2020年、GlobalLogic は Rajaram Radhakrishnan を最高収益責任者に任命した。同年、SimCorp と提携して、 SimCorp Dimensionプラットフォームのクラウド配信モデルを変更した。その後、GlobalLogic は、ヘルスケアと自動車に特化したソフトウェアエンジニアリング企業である Meelogic Consulting AG（ドイツ・ベルリン）を買収した。次いで、デジタルトランスフォーメーションコンサルタント会社である ECSグループ（イギリス）を買収した。

### 2021年-現在
2021年3月31日、日立製作所は GlobalLogic を96億ドルで買収すると発表した。買収は2021年7月14日に完了した。GlobalLogic は独立した子会社として運営される。
2022年2月時点において、同社はウクライナ国内に5拠点を有し、同社の全従業員数の約3割に相当する7200人程度の人員を有していた。そのため、日系のIT企業の中ではロシアによるウクライナ侵攻の影響を比較的大きく受けた。日立製作所は「ウクライナの従業員とその家族の安全は最優先事項であり、必要なアクションを取っている」とコメントした。